# Stilobezzia dycei
Stilobezzia dycei är en tvåvingeart som beskrevs av Wirth och Eileen D. Grogan 1988. Stilobezzia dycei ingår i släktet Stilobezzia och familjen svidknott. Inga underarter finns listade i Catalogue of Life.